# Śmiłowo (powiat gostyński)
Śmiłowo – wieś w Polsce położona w województwie wielkopolskim, w powiecie gostyńskim, w gminie Poniec.

## Historia
Miejscowość pierwotnie związana była z Wielkopolską. Ma metrykę średniowieczną i istnieje co najmniej od początku XIV wieku. Po raz pierwszy wymieniana w dokumencie zapisanym po łacinie z 1310  jako Smelow, 1366 Smilowo, de Smilowa, 1370 Smilow, 1410 Smylowo, 1411 Szmilowo, 1498 Szmylowo.
Według pierwszego zachowanego zapisu w 1310 książę śląski i wielkopolski, pan Głogowa i Poznania dziedzic Królestwa Polskiego Henryk III głogowski ustanowił dystrykt w Poniecu, a w jego granicach odnotowano m.in. wieś Szurkowo. W 1410 wieś należała do parafii Poniec. W 1580 leżała w powiecie kościańskim Korony Królestwa Polskiego.
Miejscowość była wsią rycerską, później szlachecką aby w XV wieku wejść posiadanie miasta Poniec oraz mieszczan ponieckich. W XV wieku odnotowane zostało kilka procesów o granice pomiędzy Śmiłowem, a miastem Poniec. W 1411 mieszczanie ponieccy pozwani zostali i toczyli proces o granice z właścicielami Śmiłowa Pietraszem Gościejewskim oraz z Sobkiem Wyskotą. W 1413 miał miejsce proces pomiędzy Bartoszem z Ponieca, a Stroszynem Wyskotą o granice Oporówka i Śmiłowa. Kiedy Stroszyn prowadził przy pomocy opola rozgraniczenie miejscowości przez środek rzeki, mieszczanie ponieccy na polecenie swego pana Bartosza przeszkadzali mu w tym. W 1415 sąd utrzymał mieszczan ponieckich w posiadaniu prawa niemieckiego w ich wsi Śmiłowo wbrew roszczeniom Janusza Korzboka z Zawad. W tej sprawie sądowej Korzbok pozwał ich w sprawie swego człowieka, którego pojmali i osądzili, chociaż gotów był sam sądzić w swoich dobrach. W 1424 król polski Władysław Jagiełło na prośbę Bartosza Sokołowskiego z Ponieca nadał prawo magdeburskie miastu Poniec wraz z przedmieściem oraz wsią Śmiłowo.
Wieś odnotowały również historyczny spis podatkowy. W 1580 miał w niej miejsce pobór od 3,5 łana, 3 zagrodników, 2 komorników, 4 wiatraków dziedzicznych oraz jednego wiatraka dorocznego. 
Po rozbiorach Polski miejscowość wraz z całą Wielkopolską znalazła się w zaborze pruskim. W okresie Wielkiego Księstwa Poznańskiego (1815-1848) miejscowość wzmiankowana jako Śmiełowo należała do wsi większych w ówczesnym pruskim powiecie Kröben (krobskim) w rejencji poznańskiej. Śmiełowo należało do okręgu bojanowskiego tego powiatu i stanowiło odrębny majątek, który należał do miasta Poniec. Według spisu urzędowego z 1837 roku wieś liczyła 258 mieszkańców, którzy zamieszkiwali 39 dymów (domostw).
W latach 1975–1998 miejscowość należała administracyjnie do województwa leszczyńskiego.